# Rettigny
Rettigny is een dorp in de Belgische provincie Luxemburg. Het ligt in Cherain, een deelgemeente van Gouvy. Rettigny ligt ruim twee kilometer ten noordoosten van het centrum van Cherain. Het centrum van Rettigny ligt bijna twee kilometer ten zuidoosten van het dorpscentrum van Cherain.

## Geschiedenis
Op het eind van het ancien régime werd Rettigny een gemeente. In 1823 werden bij gemeentelijke herindelingen in Luxemburg veel kleine gemeenten samengevoegd en Rettigny werd bij de gemeente Cherain gevoegd.

## Bezienswaardigheden
- De Église Saint-Lambert

Deelgemeenten: Beho · Bovigny · Cherain · Limerlé · Montleban

Overige dorpen: Baclain · Brisy · Cherapont · Cierreux · Courtil · Deiffelt · Gouvy · Halconreux · Hallonru · Honvelez · Langlire · Lomré · Ourthe · Renglez · Rettigny · Rogery · Sterpigny · Steinbach · Vaux · Wathermal

Belgische gemeenten · Arrondissement Bastenaken · Luxemburg · Wallonië